# Bochnia
Bochnia es una ciudad en el sudeste de Polonia de 30 000 habitantes (2001), situada actualmente en la Voivodia de Pequeña Polonia, anteriormente pertenecía a la Voivodia de Tarnow (1975-1998).
Fundada en 1253, la ciudad es conocida por la mina de sal conservada más antigua de Europa, que data de alrededor de 1248.

## Personajes ilustres
- Antoni Hajdecki (1927-1991), escultor nacido en Bochnia.